# Эпидемия сибирской язвы в Свердловске
Эпидемия сибирской язвы в Свердловске — вспышка заболеваний сибирской язвой, произошедшая в Свердловске в 1979 году в результате случайного выброса в атмосферу облака спор сибирской язвы из военно-биологической лаборатории военного городка № 19, расположенного в Чкаловском районе города. Свердловск-19 входил в строго засекреченную систему «Биопрепарат», занимавшуюся разработкой и производством биологического оружия, запрещённого международной конвенцией, к которой в 1972 году присоединился и СССР. Советские власти скрывали истинную причину эпидемии. Согласно официальной версии, она была вызвана мясом заражённого скота. В результате погибло около 100 человек; точное количество жертв неизвестно.

## Описание инцидента
30 марта 1979 года, когда производство спор сибирской язвы было временно приостановлено, один из работников лаборатории снял загрязнённый фильтр, предотвращавший выброс спор в окружающее пространство. Он оставил об этом записку, однако не сделал полагающейся записи в журнале. Начальник следующей смены включил оборудование, и только через несколько часов было обнаружено, что фильтр не установлен. Канатжан Алибеков, много лет работавший в советском проекте по созданию биологического оружия, а потом эмигрировавший в США, назвал имя виновника — Николай Чернышев. Чернышев не понёс никакого наказания за трагические последствия и впоследствии работал на секретном заводе в Степногорске.
Облако выброса было разнесено ветром на юг и юго-восток, при этом оно прошло над территорией расположенного рядом военного городка № 32, через район «Вторчермет» и посёлок керамического завода. Сам 19-й городок под облако выброса не попал. Днём 2 апреля офицеры городка № 32 были переведены на казарменное положение. 3 или 4 апреля в Свердловск прибыл начальник 15-го главного управления Генерального штаба ВС СССР генерал-полковник Е. И. Смирнов. 3-4 апреля все работники военного городка № 19 прошли диспансеризацию и вакцинацию.
Днём 4 апреля в Свердловск прилетели два специалиста из Москвы — замминистра здравоохранения, главный государственный санитарный врач СССР генерал П. Н. Бургасов, а также главный инфекционист Минздрава СССР В. Н. Никифоров. Они были командированы министром здравоохранения Б. В. Петровским для борьбы с эпидемией, о которой на тот момент (4 апреля) не подозревали даже лечащие врачи города. П. Н. Бургасов пробыл до 14 мая, В. Н. Никифоров — до конца эпидемии.
Днём и вечером 4 апреля появились первые больные и умершие гражданские лица, прежде всего среди рабочих керамического завода. Они скончались в 20-й больнице с диагнозом «пневмония».
В Свердловске в прессе были опубликованы рекомендации жителям остерегаться заражения сибирской язвой от мяса больных животных. В газете «Уральский рабочий» было опубликовано следующее: «В Свердловске и области участились случаи заболевания скота. В колхоз был завезён низкокачественный корм для коров. Администрация города убедительно просит всех свердловчан воздержаться от приобретения мяса „в случайных местах“ — в том числе на рынках». Это же сообщение каждые два часа транслировали по телевидению. На стенах домов появились плакаты с изображением коровы и надписью «сибирская язва».
По данным журнала «Урал», бывший начальник особого отдела Уральского военного округа Андрей Миронюк рассказал журналисту: 

«В начале апреля мне стали докладывать, что умерли несколько солдат и офицеров запаса, проходивших сборы в 32-м военном городке. Недели две мы отрабатывали различные версии: скот, питание, сырье для заводов и так далее. Я попросил у начальника 19-го городка, который находится по соседству с 32-м и где имелась военная лаборатория, карту направления ветров, дувших в те дни со стороны этого объекта. Мне её дали. Я решил перепроверить данные и запросил аналогичные сведения в аэропорту „Кольцово“. Обнаружились существенные расхождения. Тогда мы создали оперативные группы и пошли следующим путём: подробно опросили родственников умерших и буквально по часам и минутам, с конкретной привязкой к местности отметили на карте те места, в которых находились погибшие. Так вот, в определённое время, где-то в 7—8 часов утра, все они оказались в зоне ветров с 19-го городка. Точки местонахождения пациентов протянулись вытянутым овалом с длинной осью примерно в 4 километра — от военного городка до южной окраины Чкаловского района, где плотность населения в 1979 году была 10 тысяч человек на один квадратный километр.
Потом люди из КГБ подключили свою технику к служебным кабинетам лаборатории, и мы узнали правду. Первая вспышка язвы произошла в результате халатности обслуживающего персонала: один из сотрудников лаборатории пришёл рано утром и, приступив к работе, не включил защитные механизмы. В результате резко повысилось давление на „рубашку“ вентиляционной системы, фильтр лопнул и выпустил ... споры сибирской язвы. Они разлетелись веером по территории, на которой впоследствии начали гибнуть невинные люди. Жертвами стали те, кто рано утром спешил в городок на сборы, на работу, учёбу, кто был на балконе, на улице и так далее.

Дело ученых решать: было ли то бактериологическое оружие или что-то ещё. Мы же знали точно, что источник заразы — военная лаборатория, и её руководство пыталось скрыть этот факт. Лишь после того, как их припёрли к стенке, специалисты сознались. Тогда-то и была разработана целая программа по дезинформации общественного мнения в стране и мире. Под контроль взяли почту, связь, прессу. Работали и с иностранной разведкой…»— Цитата без указания источника в статье Сергея Парфенова «Смерть из пробирки» в журнале «Урал» № 3 за 2008 год.
В октябрьском номере журнала «Родина» за 1989 год, затем в августе-ноябре 1990 г. в советской печати появились первые предположения, что источником эпидемии мог стать выброс спор из лаборатории в военном городке Свердловск-19. Б. Н. Ельцин (в 1979 г. — первый секретарь Свердловского обкома партии) в своих мемуарах упоминает вспышку сибирской язвы, объясняя её «утечкой с секретного военного завода». Интересно, что и в 1990-е гг. высокопоставленные военные медики отстаивали версию «заражённого мяса» или «диверсии», в то время как президент Российской Федерации уже открыто признал факт утечки:

Когда случилась вспышка сибирской язвы, в официальном заключении говорилось, что это какая-то собака привезла. Хотя позже КГБ все-таки признал, что причиной были наши военные разработки. Андропов позвонил Устинову и приказал ликвидировать эти производства полностью. Я считал, что так и сделали. Оказывается, лаборатории просто перебазировали в другую область, и разработка этого оружия продолжалась. И я сказал об этом и Бушу, и Мейджору, и Миттерану: эта программа ведётся… Я сам подписал указ по созданию специального комитета и запрещении программы. Только после этого туда вылетели эксперты и прекратили разработки— интервью Б. Н. Ельцина газете Комсомольская правда от 27 мая 1992 г.
Советский химик Лев Фёдоров, автор книги «Советское биологическое оружие: история, экология, политика», утверждал: «Военные биологи тогда „потеряли“ сибирскую язву, и облако „ушло“ на город — погибло много людей: по официальным данным, 64 человека, по моим — порядка 500! Ветер тогда дул в конкретном направлении: на пути были зоны для заключённых, новый керамический завод с хорошей воздухозаборной системой, попались и те, кто утром шёл на работу».

## Официальная версия
Согласно официальной версии, вспышка заболевания была вызвана употреблением в пищу мяса заражённого скота. Были опубликованы данные о 27 случаях заражения скота сибирской язвой в 26 населённых пунктах вдоль трассы Свердловск-Челябинск. Позже академик Бургасов огласил эти данные во время своей поездки в США в 1988 году.
Согласно официальной хронологии, первый смертельный случай заболевания был зарегистрирован 4 апреля 1979 года. Поставлен диагноз «пневмония». Начиная с 5 апреля в течение 2—3 недель в районе эпидемии наблюдалась высокая смертность от заболевания (по данным некоторых исследователей — по 5 человек ежесуточно). Они прошли через морги 24-й, 20-й, 40-й и других больниц. 10 апреля выполнено первое вскрытие трупа в городской больнице № 40, впервые поставлен диагноз «сибирская язва», диагноз «кожная форма сибирской язвы» получил официальный статус в системе здравоохранения города. 12 апреля в 40-й городской больнице был выделен корпус для организации спецотделения на 500 коек — таково максимальное число больных, которое ожидалось в пик эпидемии. 13 апреля в газетах Свердловска появились публикации с предостережением жителей в отношении употребления мяса заражённых животных. 21 апреля были начаты вакцинация населения и обеззараживание территории Чкаловского района Свердловска. 12 июня умер последний заражённый в районе эпидемии.
По официальным данным, за всё время эпидемии погибло 64 человека.

## Последствия
История Свердловска стала решающей при возобновлении научной программы по совершенствованию биологического оружия в США. Ассигнования на эти цели за первые 5 лет после 1979 года увеличились в 5 раз.
4 апреля 1992 года Б. Н. Ельцин подписал Закон «Об улучшении пенсионного обеспечения семей граждан, умерших вследствие заболевания сибирской язвой в городе Свердловске в 1979 году», «приравняв Свердловскую аварию к Чернобыльской и фактически признав ответственность военных бактериологов за гибель невинных людей».
3 февраля 2015 года пострадавшая от сибирской язвы подала заявление в Чкаловский районный суд Екатеринбурга, потребовав компенсацию за вред, причинённый здоровью, в размере 6 миллионов рублей. 6 июля 2015 года истице — Раисе Смирновой — в иске было отказано, законность отказа позднее подтвердил Свердловский областной суд, отклонив апелляционную жалобу истицы.

## Научный анализ
В Большой медицинской энциклопедии отмечается, что у большинства умерших была выявлена редчайшая (и наиболее опасная) форма сибирской язвы — лёгочная, и это свидетельствует о том, что местом попадания инфекции были дыхательные пути и возбудитель находился в виде аэрозоля, откуда следует, что официальная версия возникновения массовых случаев лёгочной формы сибирской язвы при употреблении внутрь заражённого мяса или при разделке животных является маловероятной, так как в таких случаях, исходя из патогенеза заболевания, возникали бы кишечные или кожные формы болезни.
В 1994 году профессор Мэтью Мезельсон (англ. Matthew Meselson) в статье «Вспышка сибирской язвы в Свердловске в 1979 г.», опубликованной в журнале Science, предложил математическую модель, которая дала однозначный результат: все погибшие жили или работали в очень узком секторе, направленном к юго-юго-востоку от 19-го военного городка. Направление ветра на ЮЮВ фиксировалось 2 апреля (но не 3—4 апреля), что позволяет говорить об утечке либо утром 2 апреля, либо в ночь на 2 апреля. Здесь отмечается временное совпадение с переводом 32-го городка (расположенного к югу от Свердловска-19) на казарменное положение.

## Конспирологические версии
М. В. Супотницким на основании анализа Мезельсона эпидемиологии вспышки заболевания делается вывод о диверсионно-террористическом характере инцидента с целью компрометации Свердловска-19 и СССР в целом перед проведением Олимпийских игр. Версию Супотницкого поддерживал академик П. Н. Бургасов, отрицавший причастность Свердловска-19 к эпидемии.